# Bösenrode
Bösenrode ist ein Ortsteil der Gemeinde Berga (Kyffhäuser) im Landkreis Mansfeld-Südharz in Sachsen-Anhalt.

## Lage
Bösenrode liegt zwischen Südharz und Kyffhäusergebirge an der Thyra, über die in der Nähe die  Thyratalbrücke der Bundesautobahn 38 führt. Unten in der Helmeniederung befinden sich wertvolles Ackerland, die Bahntrasse von Halle nach Nordhausen und die Landesstraße 3080.

## Geschichte
Das Dorf Bösenrode wurde 1274 erstmals urkundlich erwähnt. Die Erwähnung von 1228 bezieht sich auf eine Erwähnung eines Personennamens in einer chronikalischen Darstellung des 16. Jahrhunderts. 1604 retteten Bürger aus Berga, Görsbach, Schwenda, Uftrungen, Rosperwenda, Thürungen und Bösenrode einen Sohn des Grafen zu Stolberg. Für diese Tat erhielten sie den Siebengemeindewald, den sie heute wieder gemeinsam bewirtschaften. 
Bis 1866 gehörte Bösenrode zum Königreich Hannover, danach bis 1932 zum Regierungsbezirk Hildesheim der preußischen Provinz Hannover und von 1932 bis 1944/1945 zum Regierungsbezirk Erfurt in der preußischen Provinz Sachsen. Die Kirchengemeinde Ilfeld wurde als Teil des Konsistorialbezirks Ilfeld erst 1974 von der hannoverschen in die (örtlich weit entfernte) Evangelisch-Lutherische Landeskirche Sachsens umgegliedert und gehörte ab 1982 zur örtlich angrenzenden, allerdings unierten Evangelischen Kirche der Kirchenprovinz Sachsen (heute Evangelische Kirche in Mitteldeutschland).
Die Adelsfamilie von Rüxleben war ansässig im Ort.